# Брин-Маур (Пенсільванія)
Брин-Мар (англ. Bryn Mawr) — переписна місцевість (CDP) в США, в округах Делавер і Монтгомері штату Пенсільванія. Населення — 5879 осіб (2020).

## Географія
Брин-Маур розташований за координатами 40°1′22″ пн. ш. 75°18′56″ зх. д. / 40.02278° пн. ш. 75.31556° зх. д. (40.022709, -75.315651).  За даними Бюро перепису населення США в 2010 році переписна місцевість мала площу 1,64 км², уся площа — суходіл.

## Демографія
Згідно з переписом 2010 року, у переписній місцевості мешкало 3779 осіб у 1262 домогосподарствах у складі 497 родин. Густота населення становила 2302 особи/км².  Було 1401 помешкання (853/км²).
Расовий склад населення:
| - 74,0 % — білих - 10,7 % — азіатів - 10,5 % — чорних або афроамериканців - 0,1 % — вихідців з тихоокеанських островів - 1,2 % — осіб інших рас |

До двох чи більше рас належало 3,6 %. Частка іспаномовних становила 4,9 % від усіх жителів.
За віковим діапазоном населення розподілялося таким чином: 8,6 % — особи молодші 18 років, 80,7 % — особи у віці 18—64 років, 10,7 % — особи у віці 65 років та старші. Медіана віку мешканця становила 23,5 року. На 100 осіб жіночої статі у переписній місцевості припадало 49,4 чоловіків;  на 100 жінок у віці від 18 років та старших — 46,8 чоловіків також старших 18 років.
Середній дохід на одне домашнє господарство  становив 101 903 долари США (медіана — 61 932), а середній дохід на одну сім'ю — 167 863 долари (медіана — 97 500). Медіана доходів становила 69 107 доларів для чоловіків та 58 516 доларів для жінок. За межею бідності перебувало 19,6 % осіб, у тому числі 8,7 % дітей у віці до 18 років та 5,1 % осіб у віці 65 років та старших.
Цивільне працевлаштоване населення становило 1814 осіб. Основні галузі зайнятості: освіта, охорона здоров'я та соціальна допомога — 44,6 %, мистецтво, розваги та відпочинок — 13,1 %, науковці, спеціалісти, менеджери — 12,1 %.

## Уродженці
- Гелен Кокс (англ. Helen Coxe; нар. 19 жовтня 1967) — американська акторка кіно, татру та телебачення.